# Dragon's Egg
Dragon’s Egg (с англ. — «Яйцо дракона») — дебютный роман Роберта Л. Форварда 1980 года, написанный в жанре твёрдой научной фантастики. По сюжету Яйцо дракона — это название нейтронной звезды, гравитация на поверхности которой в 67 миллиардов раз превышает гравитацию на поверхности Земли. Её населяют чила — разумные существа размером с кунжутное семя, которые живут, думают и развиваются в миллион раз быстрее, чем люди. Большая часть романа происходит с мая по июнь 2050 года и описывает развитие цивилизации чила, начиная с открытия сельского хозяйства до изобретения передовых технологий и первого контакта этих существ с людьми, которые наблюдают за сверхбыстрой эволюцией цивилизации чила с орбиты вокруг Яйца дракона.
Роман считают знаковым для научной фантастики. Как это и свойственно этому жанру, автор «Dragon’s Egg» пытается совместить непривычные идеи и необычные места действия, отдавая должное внимание известным научным принципам.

## Сюжет

### Нейтронная звезда
Полмиллиона лет назад на расстоянии 50 световых лет от Земли, звезда в созвездии Дракона взрывается сверхновой, а её остаток превращается в нейтронную звезду. Излучение от взрыва вызывает мутации у многих земных организмов, в частности, группы гоминин, которые становятся предками человека разумного. Короткоживущие струи плазмы звезды имеют неравномерную форму из-за аномалии в магнитном поле, и двигаются по траектории, которая проходит в 250 астрономических единицах от Солнца. 2020 года н. э. человеческие астрономы обнаруживают нейтронную звезду, назвав её Яйцо дракона, а в 2050 году присылают к ней научную экспедицию.
Масса звезды составляет около половины солнечной, а её вещество сжато в диаметре до около 20 км, что делает гравитацию на её поверхности в 67 миллиардов раз большей, чем на поверхности Земли. Её кора, сжатая до плотности около 7000 кг на кубический сантиметр, состоит в основном из ядер атомов железа с высокой концентрацией нейтронов и покрыта веществом белого карлика толщиной около 1 мм. Атмосфера звезды простирается на высоту около 5 см и состоит преимущественно из паров железа. В процессе охлаждения звезда немного сжимается, что приводит к возникновению в её коре трещин и образование гор высотой от 5 до 100 мм. Большие вулканы из жидкого материала, который просачивается из глубоких трещин, достигают нескольких сантиметров в высоту и ста метров в диаметре и, в конце концов, разрушаются, что вызывает звёздотрясение.
Около 3000 года до н. э. Яйцо дракона уже достаточно холодная, чтобы обеспечить устойчивый эквивалент «химии», в которой «соединения» построены из ядер, связанных сильным взаимодействием, а не из атомов, связанных электромагнитными силами, как это происходит на Земле. Поскольку химические процессы на звезде происходят примерно в 1 миллион раз быстрее, чем на Земле, то совсем скоро образуются самовоспроизводящиеся «молекулы», и зарождается жизнь. В процессе охлаждения звезды возникают все более сложные формы жизни, пока около 1000 года до н. э. не образуются растениеподобные организмы. Один из их родов позже становится первым «животным», а некоторые последующие роды становятся хищниками.
Взрослые особи самого умного вида жизни на звезде, которые имеют название чила (не склоняется по роду и числу), имеют примерно такую же массу, как и взрослый человек. Однако, колоссальная сила притяжения на поверхности Яйца дракона сжимает их до размера кунжутных семян, но уплощённой формы около 0,5 мм высотой и около 5 мм в диаметре. Они имеют глаза шириной 0,1 мм. Такие крошечные глаза могут хорошо видеть только в ультрафиолетовом диапазоне, а при хорошем освещении — в самой длинной части рентгеновского диапазона.

### Развитие цивилизации
| Время                                           | Событие                                                           |
| ----------------------------------------------- | ----------------------------------------------------------------- |
| 3000 лет до н. э.                               | Возникает жизнь                                                   |
| 1000 г. до н. э.                                | «Растения»                                                        |
| Животные                                        |                                                                   |
| 2032                                            | Первое оружие                                                     |
| 22 мая 2050, 14:44:01                           | Изобретение сельского хозяйства                                   |
| 22 мая 2050, 14:44:01                           | Появляется вулкан                                                 |
| 22 мая 2050, 14:44:01                           | Клан изобретает новые методы кормления                            |
| 22 мая 2050, 16:45:24                           | Вулкан заставляет клан искать новую территорию                    |
| 22 мая 2050, 16:45:24                           | Изобретение математики                                            |
| 22 мая 2050, 16:45:24                           | Самопожертвование старейшины спасает клан                         |
| Организованная религия среди чила               |                                                                   |
| 14 июня 2050, 22:12:30                          | Чила изобретают письмо                                            |
| 20 июня 2050, 06:48:48                          | Чила строят религиозные арены                                     |
| 20 июня 2050, 06:48:48                          | Люди отправляют первое сообщение в адрес чила                     |
| Чила распознают «цифровое» изображение человека |                                                                   |
| 20 июня 2050, 07:58:24                          | Первая успешная передача сообщения от чила к людям                |
| 20 июня 2050, 11:16:03                          | Чила поняли, что обе расы возникли в результате взрыва сверхновой |
| 20 июня 2050, 20:29:59                          | Первые эксперименты чила по управлению гравитацией                |
| 20 июня 2050, 22:30:10                          | Экспедиция чила на человеческий космический корабль               |
| 21 июня 2050, 06:13:54                          | Последняя связь между чила и людьми                               |

В 2032 году в процессе преодоления опасного хищника чила изобретают первую оружие и тактику. В ноябре 2049 года первая человеческая экспедиция на Яйцо дракона начинается со строительства орбитальных объектов. Остальное повествование, в том числе почти вся история цивилизации чила, охватывает период с 22 мая по 21 июня 2050 года. По человеческим меркам, «день» на Яйце дракона длится примерно 0,2 секунды, а продолжительность жизни чила — около 40 минут.
Один клан организовывает первое сельское хозяйство, которое прогнозируемо обеспечивает чила продовольствием, но монотонная работа вызывает недовольство. Вскоре в той местности происходит извержение вулкана и клан изобретает первые сани, чтобы доставлять еду из более отдалённых источников. Однако на протяжении нескольких поколений вулкан загрязняет почву. Один клан ведёт своё население в долгий, тяжёлый путь к новой местности, имеющую плодородные и незаселённые земли. Хотя один гений изобретает математику, чтобы рассчитать и измерить необходимое для этой группы чила количество продуктов питания, но положение остаётся отчаянным и выживание клана зависит от самопожертвования его старейших членов.
На протяжении поколений чила начинают поклоняться человеческому космическому кораблю как Богу, а учёт движения его спутников позволяет им развить письменность. Несколько поколений спустя они строят арену, которая вмещает тысячи верующих. Люди с корабля замечают этот новый объект очень правильной формы и приходят к выводу, что звезду населяют разумные существа. Люди с корабля с помощью лазера отправляют им простые сообщения. Астрономы чила постепенно понимают, что в этих сообщениях зашифрованные чертежи кораблей, его спутников, а также внешний вид его команды — невероятных позвоночных существ, общаются с раздражающей медлительностью, длина тела которых, наверное, составляет около 10 % процентов культовой арены. Инженер чила предлагает отправить людям сообщения. Когда её попытки передавать такие сообщения с территории, где живёт цивилизация, оказываются неудачными, она отправляется в горы, чтобы передать сообщение непосредственно под космическим кораблём, преодолевая страх высоты, который является инстинктивным для плоских существ, живущих в условиях гравитации, в 67 миллиардов раз превышающей земную. Люди распознают её сообщения и понимают, что чила живут в миллион раз быстрее, чем они сами.
Поскольку общение в режиме реального времени невозможно, люди присылают разделы экспедиционной библиотеки. После прочтения статей по астрономии, чила начинают понимать, что взрыв сверхновой полмиллиона человеческих лет назад вызвал появление обеих цивилизаций. От момента этого открытия проходит несколько человеческих часов, но много поколений чила, прежде чем они разрабатывают технологию для управления гравитацией. Несколько поколений назад космический корабль чила посещает человеческий. Хотя чила все ещё нуждаются в экстремальных гравитационных полях, чтобы выжить, но они уже могут управлять ими с точностью, достаточной для того, чтобы обе расы могли безопасно лицом к лицу встретиться друг с другом. Чила решают, что передача своих, теперь уже далеко продвинутых, технологий людям, могла бы замедлить развитие человечества, но оставляют несколько намёков в проблемных местах, перед тем как оставить людей.

## Введение в сюжет
В Яйце дракона Форвард описывает историю и развитие формы жизни (чила), которая возникает на поверхности нейтронной звезды (очень плотной сколлапсировавшей звезды диаметром около 20 км). Название «Яйцо дракона» этой звезде дали, потому что с Земли её можно увидеть возле хвоста созвездия Дракона. У чила развиваются сознание и интеллект, несмотря на их относительно небольшой размер (одна особь имеет размер примерно с кунжутное семя, но массу человека), а также несмотря на интенсивное гравитационное поле, что ограничивает их движение в третьем измерении. Большая часть книги рассказывает о биологическом и социальном развитии чила; подсюжет — это прибытие космического корабля на орбиту нейтронной звезды и, наконец, контакт между людьми и чила. Главная проблема этого контакта заключается в том, что чила живут в миллион раз быстрее, чем люди; один их год равен около 30 человеческим секундам.
Люди прибывают в окрестности звезды, когда чила является диким, отсталым видом, враждебные кланы борются друг с другом в условиях натурального общества. На протяжении нескольких человеческих дней, которые для чила длятся несколько тысяч лет, они превосходят людей по технологии и снисходительно называют их «медленными».
Форвард написал сиквел к Яйцу дракона под названием Звёздотрясение, в которой рассказывается о последствиях способности чила к космическим путешествиям и о сейсмическом возмущении, которое убивает большинство этих существ на поверхности нейтронной звезды.

## История написания
По словам Роберта Л. Форварда, на создание книги его вдохновил астроном Фрэнк Дрейк, который в 1973 году выдвинул гипотезу, что на поверхности нейтронной звезды может существовать разумная жизнь. Физические модели 1973 года предусматривали, что существа Дрейка будут иметь микроскопические размеры. К тому времени, когда Форвард уже работал над книгой, новые модели показывали, что чила будут размером с семя кунжута. Впоследствии Форвард нашёл написанное ранее письмо научному фантасту Холу Клементу, в котором обсуждал идею высокогравитационной жизни на Солнце.
Форвард, будучи учёным, посещал занятия писателя Ларри Нивена по написанию научной фантастики, и позже в тот вечер они договорились о сотрудничестве над романом о жителях нейтронной звезды. Однако Нивен вскоре оказался слишком занят написанием книги Молот Люцифера, над которой он работал вместе с Джерри Пурнеллом. Форвард написал первый вариант романа сам, но несколько издателей ответили, что историю должен переписать Нивен или Пурнелл, которые все ещё были заняты. В конце концов, редактор Лестер дель Рей представил комментарии, которыми Форвард руководствовался во время двух переделок романа, и затем дель Рей его купил. Форвард описал работу как «учебник по физике нейтронных звёзд, замаскированный под роман».

### История публикаций
На английском языке:
| Дата | Издатель                 | Формат              | ISBN       |
| ---- | ------------------------ | ------------------- | ---------- |
| 1980 | Ballantine Books         | В твёрдом переплёте | 0345286464 |
| 1980 | Ballantine Books         | В мягком переплёте  | 034528349X |
| 1988 | New English Library Ltd. | В мягком переплёте  | 0450051978 |
| 1995 | Ballantine Books         | В мягком переплёте  | 0345316665 |
| 2000 | Дель Рей Букс            | В мягком переплёте  | 034543529X |

На других языках:
| Язык        | Название            | Дата       | Издатель                        | ISBN       |
| ----------- | ------------------- | ---------- | ------------------------------- | ---------- |
| Чешский     | Dračí vejce         | 1999       | Polaris                         | 0671721534 |
| Финский     | Lohikäärmeen muna   | 1987       | Tähtitieteellinen yhdistys Ursa | 951926938X |
| Французский | L'œuf du dragon     | 1980, 1990 | LGF                             | 225304931X |
| Немецкий    | Das Drachenei       | 1990       | Verlagsgruppe Luebbe            | 3404241304 |
| Испанский   | El Huevo del Dragón | 1988       | Ediciones B                     | 8477359334 |

## Критика
Цитаты с обложки:
- «Эта книга для настоящего поклонника научной фантастики. Джону Кэмпбеллу она понравилась бы.» — Фрэнк Герберт
- «Увлекательное и логичное описание эволюции интеллекта инопланетной расы.» — Чарльз Шеффилд
- «Боб Форвард пишет в традициях книги Экспедиция «Тяготение» Хола Клемента и делает гигантский шаг (а как иначе?) вперёд». — Айзек Азимов
- «Яйцо дракона замечательная книга. Я не смог бы написать её; она требовала слишком много настоящей физики». — Ларри Нивен

Критик научной фантастики Джон Клют писал, что роман «порождает чувство удивления, которое является положительно радостным», подчёркивая, что это «роман о науке». Крис Эйлотт описал его как «малую классику научной фантастики — ту, которая показывает, как лучшие, так и худшие элементы твёрдой научной фантастики. … Идеи, несомненно, держат первенство». Описание людей ему кажется невнятным, но он ценит способность Форварда поделиться своим увлечением чила и установить связь между расами, которые живут с совершенно разными скоростями.
Ламборн, Шелли и Шортланд считают, что научные исследования и детальное построение сюжета делают Яйцо дракона отличным примером твёрдой научной фантастики. Учёный Сет Шостак описал научные элементы книги как «причудливые, но полностью захватывающие».
Джон Пирс также рассматривает Яйцо дракона как твёрдую научную фантастику в её лучших проявлениях, тогда как более поздний роман Форварда Марсианская радуги (1991) — наоборот, в худших. Оба романа дают поверхностное описание человеческих персонажей, но это не имеет значения в Яйце дракона, где акцент сделан на более глубоких личностях персонажей чила. Роман даже заставляет читателей волноваться за судьбу несимпатичного правителя чила, чья попытка омоложения заканчивается катастрофой. Пирс писал, что лучшие произведения этого жанра создают литературный опыт, но необычного вида. Вместо того, чтобы предлагать метафору действительности, с которой читатель уже знаком, они создают новые реальности, которые затягивают читателя.
Роберт Ламборн считает Форварда, особенно в Яйце дракона, наследником Хола Клемента, чей роман Экспедиция «Тяготение» является примером наиболее строго научно-обоснованной научной фантастики. По мнению Ламборна, таких авторов твёрдой научной фантастики, как Кеимент, Форвард и их преемники, было относительно немного, но они сильно повлияли и на эволюцию этого жанра и на его восприятие читателями.

## Награды и номинации
Роман Яйцо дракона выиграл премию Локус 1981 году за дебютный роман и занял 14-е место в категории научно-фантастических романов.

## Продолжение
В 1985 году Форвард опубликовал сиквел Яйца дракона под названием Звёздотрясение. Ламборн, Шелли и Шортланд считают научную основу Звездотрясения столь же строгой, как и Яйца дракона. В этом романе звёздотрясение разрушает цивилизацию чила, а люди на борту космического корабля Dragon Slayer занимаются собственными проблемами.